# ジャラシュ県
ジャラシュ県（ジャラシュけん、アラビア語: محافظة جرش）は、ヨルダンを構成する県（ムハーファザ）の1つである。ヨルダンの県の中で最も面積が小さいが人口は多く、イルビド県に次ぐ人口密度の高い県である。
県内は海抜1,000メートル以上の寒冷な山地から、農業などが営まれる肥沃な谷間などの地形がある。オリーブ栽培の盛んな農業県でもある。

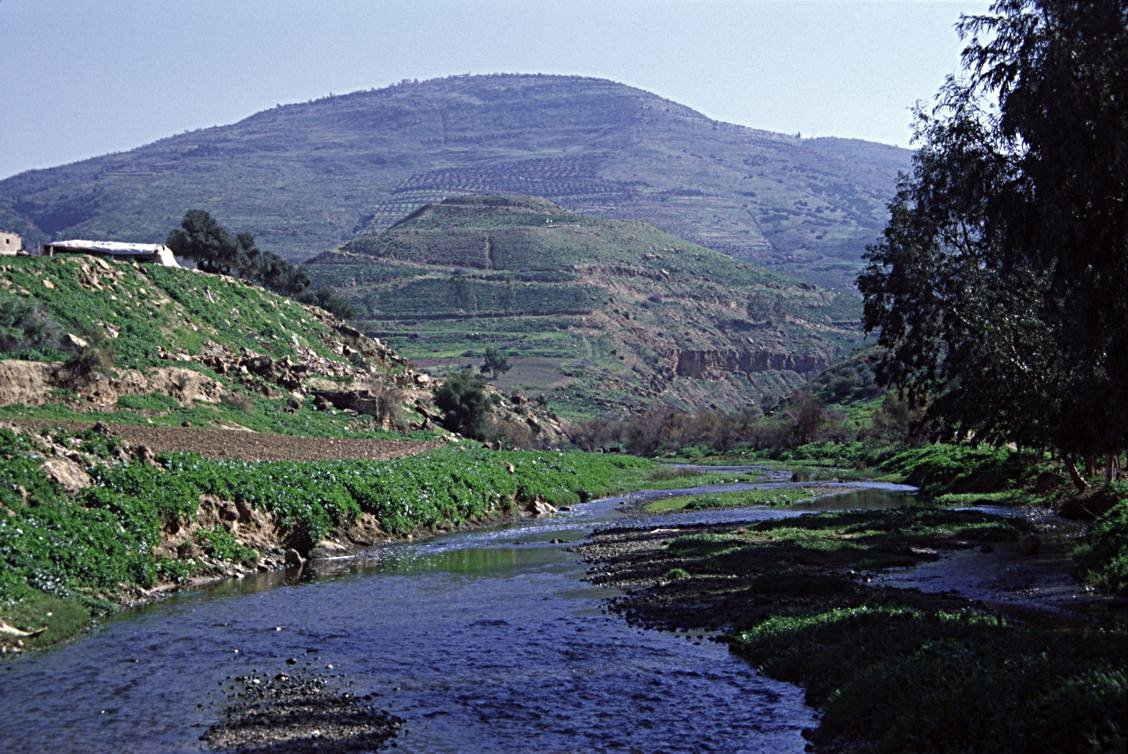
ザルカ川（ヤボク川）

県都は古代ローマ都市でもあるジャラシュ。

## 隣接する県
- イルビド県
- マフラク県
- ザルカ県
- バルカ県
- アジュルン県

## 下位行政区画

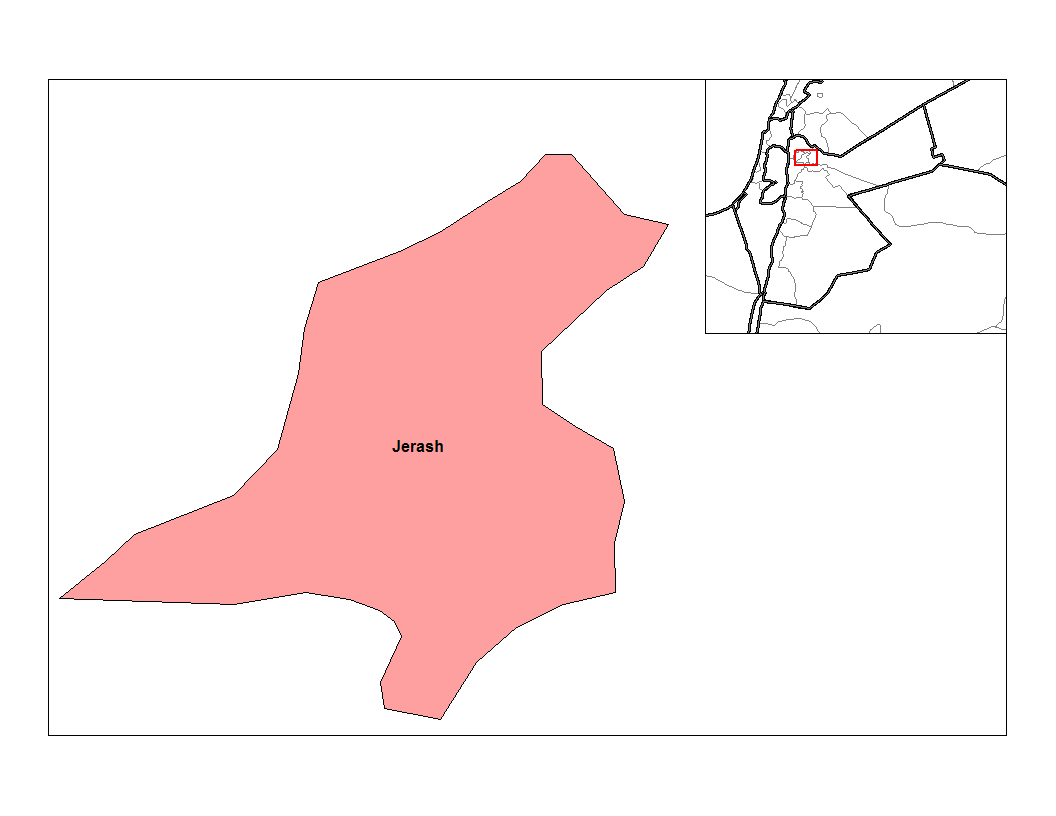
ジャラシュ県の郡

- لواء قصبة جرش (Liwā' Qaşabat Jarash)